# Gare de Beaucaire
Gare de Beaucaire vasútállomás Franciaországban, Beaucaire településen.

## Vasútvonalak
Az állomást az alábbi vasútvonalak érintik:
- Tarascon–Sète-Ville-vasútvonal

## Kapcsolódó állomások
A vasútállomáshoz az alábbi állomások vannak a legközelebb:
- Gare de Tarascon (Gare de Tarascon, Tarascon–Sète-Ville-vasútvonal)
- Manduel - Redessan (Gare de Sète, Tarascon–Sète-Ville-vasútvonal)
- Gare de Nîmes - Manduel - Redessan